# Ethel Smith (athlétisme)
Ne doit pas être confondu avec la compositrice et suffragette anglaise Ethel Smyth ni avec Ethel Smith (organiste).
Ethel May Smith (née le 5 juillet 1907 à Toronto - décédée le 31 décembre 1979 dans la même ville) est une athlète canadienne spécialiste du 100 mètres.

## Carrière
En 1928, elle participe aux Jeux olympiques d'Amsterdam, compétition dont les épreuves d'athlétisme sont pour la première fois ouvertes aux femmes. En individuel, Ethel Smith remporte la médaille de bronze du 100 m avec le temps de 12 s 3, se classant derrière l'Américaine Betty Robinson et sa compatriote 
Bobbie Rosenfeld. Alignée par ailleurs dans l'épreuve du relais 4 × 100 mètres, elle décroche le titre olympique en compagnie de Myrtle Cook, Bobbie Rosenfeld et Jane Bell. L'équipe du Canada établit un nouveau record du monde en 48 s 4 et devance finalement les États-Unis et l'Allemagne.

## Palmarès
| Date | Compétition     | Lieu      | Place | Discipline |
| ---- | --------------- | --------- | ----- | ---------- |
| 1928 | Jeux olympiques | Amsterdam | 3e    | 100 m      |
| 1928 | Jeux olympiques | Amsterdam | 1re   | 4 × 100 m  |